# يمان جلوق
يمان جلوق هي قرية في مقاطعة نظر أباد، إيران. عدد سكان هذه القرية هو 210 في سنة 2006.